# Francisco Henríquez de Zubiría
Francisco Henríquez de Zubiría (París, Francia, 10 de septiembre de 1869 - 2 de septiembre de 1933), fue un deportista franco-colombiano que compitió en el juego de la soga en los Juegos Olímpicos de París 1900 y ganó una medalla de plata como miembro del equipo francés.
Se considera como el primer deportista colombiano en participar en unos Juegos Olímpicos y en ganar una medalla.